# Ringvejen (Hammel)
 For alternative betydninger, se Ringvejen. (Se også artikler, som begynder med Ringvejen)
Ringvejen  er en to sporet ringvej der går igennem det vestlige Hammel. Vejen er med til at lede trafikken vest om Hammel, så byen ikke bliver belastet af for meget gennemkørende trafik.
Vejen forbinder Vadested i nord med Anbækvej i syd, og har forbindelse til Wavinvej og Grævlingevej.